# Sgurgola
Sgurgola település Olaszországban, Lazio régióban, Frosinone megyében. Lakosainak száma 2370 fő (2023. január 1.). Sgurgola Anagni, Ferentino, Morolo és Gorga községekkel határos.

## Népesség
A település lakossága az elmúlt években az alábbi módon változott:
| Lakosok száma | 2667 | 2651 | 2370 |
|               | 2017 | 2018 | 2023 |